# Yucuna (peuple)
Le peuple Yucuna (ou Yukuna) est un peuple amérindien de Colombie vivant dans sur les rives du fleuve Miriti-Paraná, dans le département d'Amazonas. Les Indiens « yucuna » représentent l'ensemble des indigènes dont la caractéristique commune est de parler habituellement le yucuna, une langue appartenant à la famille des langues arawakiennes.